# Erebia aetherius
Erebia aetherius är en fjärilsart som beskrevs av Eugen Johann Christoph Esper 1777. Erebia aetherius ingår i släktet Erebia och familjen praktfjärilar. Inga underarter finns listade i Catalogue of Life.